# 晓红
晓红（1975年—），西藏米林人，珞巴族，中华人民共和国政治人物、第十一届全国人民代表大会西藏地区代表。
毕业于西藏农牧学院林学系林学专业，是中共党员。担任西藏自治区米林县南伊珞巴民族乡党委副书记、乡长。2008年起担任全国人大代表。